# Polinomio simmetrico
In algebra, un polinomio in più variabili si dice simmetrico se risulta invariante rispetto a tutte le permutazioni dell'ordine delle variabili, cioè se
{\displaystyle P(X_{1},X_{2},\ldots ,X_{n})=P(X_{\sigma (1)},X_{\sigma (2)},\ldots ,X_{\sigma (n)})}
per ogni possibile permutazione {\displaystyle \sigma }.
Polinomi simmetrici si incontrano nello studio delle relazioni tra le radici di un polinomio in una variabile e i suoi coefficienti. Un teorema cosiddetto "fondamentale" afferma che ogni polinomio simmetrico si può esprimere come funzione polinomiale di un certo numero di polinomi simmetrici "di base", detti polinomi simmetrici elementari.

## Esempi
- {\displaystyle X_{1}^{3}+X_{2}^{3}-7}
- {\displaystyle 4X_{1}^{2}X_{2}^{2}+X_{1}^{3}X_{2}+X_{1}X_{2}^{3}+(X_{1}+X_{2})^{4}}
- {\displaystyle X_{1}X_{2}X_{3}-2X_{1}X_{2}-2X_{1}X_{3}-2X_{2}X_{3}}

Un esempio leggermente più artificioso è
- {\displaystyle \left(\prod _{i=1}^{n-1}\prod _{j=i+1}^{n}(X_{i}-X_{j})\right)^{2}}

Questo polinomio è simmetrico grazie all'elevamento al quadrato finale, altrimenti cambierebbe di segno ad ogni scambio tra due variabili.
Al contrario, il polinomio
- {\displaystyle X_{1}^{4}X_{2}^{2}X_{3}+X_{1}X_{2}^{4}X_{3}^{2}+X_{1}^{2}X_{2}X_{3}^{4}}

è invariante solo per permutazioni cicliche, quindi non è simmetrico.

## Relazioni con le radici di un polinomio
Se {\displaystyle x_{1},\ldots ,x_{n}} sono le radici del polinomio {\displaystyle P(X)}, dall'uguaglianza
{\displaystyle X^{n}+a_{n-1}X^{n-1}+\ldots +a_{1}X+a_{0}=(X-x_{1})\cdots (X-x_{n})}
possiamo ricavare delle formule che esprimono i coefficienti {\displaystyle a_{i}} in termini delle radici mediante polinomi simmetrici.

## Polinomi simmetrici elementari
Per ogni grado {\displaystyle n} esistono dei particolari polinomi simmetrici, detti polinomi simmetrici elementari. Il polinomio simmetrico elementare di grado {\displaystyle k}, detto {\displaystyle e_{k}}, è dato da tutte le somme dei prodotti di {\displaystyle k} variabili distinte (prese con gli indici ordinati in senso crescente per evitare ripetizioni). Ad esempio per {\displaystyle n=3} avremo:
{\displaystyle {\begin{aligned}e_{0}(X_{1},X_{2},X_{3})&=1,\\e_{1}(X_{1},X_{2},X_{3})&=X_{1}+X_{2}+X_{3},\\e_{2}(X_{1},X_{2},X_{3})&=X_{1}X_{2}+X_{1}X_{3}+X_{2}X_{3},\\e_{3}(X_{1},X_{2},X_{3})&=X_{1}X_{2}X_{3}\\\end{aligned}}}
e in generale
{\displaystyle {\begin{aligned}e_{0}(X_{1},X_{2},\dots ,X_{n})&=1,\\e_{1}(X_{1},X_{2},\dots ,X_{n})&=\textstyle \sum _{1\leq j\leq n}X_{j},\\e_{2}(X_{1},X_{2},\dots ,X_{n})&=\textstyle \sum _{1\leq j<k\leq n}X_{j}X_{k},\\e_{3}(X_{1},X_{2},\dots ,X_{n})&=\textstyle \sum _{1\leq j<k<l\leq n}X_{j}X_{k}X_{l},\\\vdots \\e_{n}(X_{1},X_{2},\dots ,X_{n})&=X_{1}X_{2}\cdots X_{n}\\\end{aligned}}}

### Teorema fondamentale per i polinomi simmetrici
Denotiamo con {\displaystyle A[X_{1},\ldots ,X_{n}]^{S_{n}}} l'anello dei polinomi simmetrici a coefficienti nell'anello {\displaystyle A}. Il teorema afferma che ogni polinomio {\displaystyle P\in A[X_{1},\ldots ,X_{n}]^{S_{n}}} ammette un'unica rappresentazione
{\displaystyle P(X_{1},\ldots ,X_{n})=Q(e_{1}(X_{1},\ldots ,X_{n}),\ldots ,e_{n}(X_{1},\ldots ,X_{n}))}
per qualche polinomio {\displaystyle Q} nello stesso numero di variabili. Questo vuol dire che ogni polinomio simmetrico è esprimibile come somme e prodotti dei polinomi simmetrici elementari.
Come conseguenza, si può dedurre che quanto detto riguardante le radici e i coefficienti dei polinomi di una variabile si può invertire: ogni espressione polinomiale simmetrica nelle radici corrisponde ad una (unica) espressione polinomiale nei coefficienti.